# II号戦車
II号戦車（にごうせんしゃ、Panzerkampfwagen II、パンツァーカンプ（フ）ヴァーゲン ツヴァイ、特殊車輌番号 Sd.Kfz.121）は、ナチス・ドイツで作られた軽戦車（10トン級）である。

## 概要
II号戦車は、I号戦車ではできない砲を扱うための訓練および戦車生産技術の習得用に開発された軽戦車であり、MAN社およびダイムラー・ベンツ社、ヘンシェル社、ヴェクマン社、アルケット社、FAMO社、MIAG社によって生産された。主力戦車であるIII号、IV号の数が揃うまでの繋ぎとして、非力なI号に代わって、ある程度の実戦能力を付与されたものである。試作型は1935年に完成し、1936年から増加試作型が数十輌作られ、翌年からA型が本格的に量産に入った。本車もI号戦車同様に農業用トラクター(独：Landwirtschaftlicher Schlepper, 略号：La.S.) の名目で開発されている。
I号戦車の武装が7.92 mm機関銃 MG 13kであるのに対し、II号戦車は砲塔前面左側の2 cm機関砲 KwK 30と砲塔前面右側の7.92 mm機関銃 MG 34に強化されている。左右の武装の間には望遠鏡式照準器があった。
a～c型、A～C型、F型に至る標準型と、砲塔は共通だが車体は全く別設計のD、E型、さらに別設計で発展型のG型以降の各タイプがある。
a、b型では小転輪を2輪ずつリーフ式サスペンションボギーで支え、さらにそのボギー軸をガーダービームで繋いだ形式であったが、c型では転輪一つごとに独立してリーフスプリング付きアームで支える形式となり、これが以降の型の標準となった。後にはこのシャーシを用いて様々な自走砲が造られた。

## 開発
再軍備に向けた最初の量産型戦車として1934年に生産が開始されたI号戦車だったが、これは本格的戦車開発のための習作的意味合いが強く、訓練用として使うにも小型過ぎた。また、これに続くべき本格的戦車であるIII号戦車、IV号戦車は、なお開発に手間取ることが予測されたため、その間をつなぐ、I号戦車よりも若干大きく武装も強力な軽戦車の開発が計画された。
開発命令は、I号の生産が始まって間もなく、1934年7月にクルップ、MAN、ヘンシェルの3社に下されたが、その仕様は、戦闘重量は当初La.S.（I号戦車の開発名称）に出されたものの倍の10トン、武装は全周回転砲塔に2 cm機関砲と7.92 mm機銃を同軸に搭載するというものであった。主武装として選ばれたのは、この年に生産が開始された新鋭の2 cm Flak 30機関砲の車載型であった。
3社案の比較検討の結果、MAN社のものが採用され、La.S. 100（農業用トラクター100型）の秘匿名称のもとで、25輌の先行量産型の製作が命じられた。シャーシの生産と最終組立は開発会社のMANが行う一方、上部構造物はI号同様、ダイムラー・ベンツが担当した。
1935年10月に軟鋼製の試作車が完成、続いて当初発注分の25輌の a/1型、続いて同数の a/2型、50輌の a/3型が作られた。実用化を急いだ引き換えに、これら初期の型は、小刻みな改修を重ねながらの生産となった。1937年2月からは、装甲を強化したb型が25輌生産された。
続くc型（25輌生産）は、車体形状は以前の型を引き継いでいるものの、足回りが一新された。これは、ガーダービームを廃し、比較的大直径の転輪をそれぞれリーフスプリングで独立懸架するもので、これが以降の型の標準となった。a各型にはマイバッハ HL57TR（130馬力）エンジンが搭載されていたが、b型とc型では重量増に対応し、マイバッハ HL62TR（140馬力）に強化された。
このc型を経て、II号戦車はようやく本格的量産に入り、略同形のA、B、C型が、1937年7月から、1940年4月にかけて、計1088輌生産された。この生産途中である1938年10月25日、「II号戦車（2 cm）（特殊車両番号121）」（Panzerkampfwagen II（2 cm）（Sd.Kfz.121））の制式名称が与えられた。
乗員配置は、1名用砲塔に車長兼砲手、車体前部左側に操縦手、その後方に無線手兼装填手の、計3名である。無線手は床に座っており、その左側に無線機と2 cm機関砲の弾薬箱があった。無線機はFu.2受信機もしくはFu.5送受信機を装備。砲塔上面に車長用の、車体前部上面左側（操縦席手前）に操縦手用の、車体後部上面左側に無線手用の、乗降用ハッチがある。戦闘室左側後面にはバイザーがあり、無線手が後方を視察できた。エンジンは車台後部右側にある。エンジンから前方に延びたドライブシャフトと、ドライブシャフトと繋がっている車台前部の変速機も、車台右側にある。

## 実戦投入と改修
II号戦車はまずスペイン内戦で、I号戦車とともにテスト運用された。本格的な主力戦車であるIII号戦車、IV号戦車の生産が間に合わず、第二次世界大戦開始時のポーランド侵攻から主力として実戦投入された。初期の電撃戦ではその軽快性と機動力が大いに発揮され、その戦闘能力も当時においては有効だった。
電撃戦の生みの親とも云われているハインツ・グデーリアンは後に「まさかこれら訓練用戦車で大戦に突入するとは思ってもみなかった。」と語っているが、一方では榴弾も使用できる2 cm機関砲は歩兵の最大の敵である重機関銃手を攻撃するのに最適であり、被弾面積の小ささと単価の安さもあって参謀本部の中にはこの戦車を主力とするよう献言した者もいた。また主砲はもともと重対戦車ライフルから発展した高射機関砲であるために初速が高く、その徹甲弾は相手が軽装甲であれば十分な威力を発揮できた。しかし、対戦車攻撃力を重視するルートヴィヒ・ベックの反対もあり、結局当初の予定通りIII号戦車を主力とする方針が貫かれた。実際にポーランド戦後、III号、IV号の生産がある程度軌道に乗り始めると、II号戦車は偵察・連絡を主任務にするよう格下げされた。しかし、その後もしばらくは、数量的にはなおドイツ軍戦車部隊の主力車両であった。
また、b型以降若干強化されたとはいえ装甲はなお薄く、ポーランド戦では対戦車火器によって大きな損害を蒙り、うち少なくとも78両が修理不能の全損となった。そのため1940年5月以降、c、A～C型の車体前面、砲塔前面に15 mmまたは20 mmの増加装甲を取り付ける改修が行われた。また、フランス戦後の1940年10月には、砲塔上面の大きな角形ハッチに替えて、全周にペリスコープを備えたコマンダー・キューポラが導入され、その改修キットが配布された。
その後も、バルカン戦線、北アフリカ戦線、独ソ戦と、II号は既に非力となりながらも戦い続けた。1941年3月からは、標準型II号戦車の最終型となるF型の生産が開始された。F型はC型までと比べ、基本装甲が全体的に増厚されており、車体前端は平面の組み合わせとなり、戦闘室前面も車体幅一杯の一枚板となった。また、砲塔には最初からキューポラが装着されていた。本来はC型に引き続き生産されるべきものだったが、これら改設計に手間取ったため、生産開始までに約1年の遅れが生じることになった。この頃にはすでに戦車としての価値はほぼ失われつつあったが、一方で、ドイツは装甲師団の大幅な拡張を始めており、その充足用に生産されたのである。生産はFAMO社1社のみで行われ、1942年12月までに524輌が作られた。標準型II号戦車の生産はこれをもって終了したが、車台はその後も派生型である自走砲用に引き続き生産された。

## "騎兵戦車"D、E型
1938年初め、兵器局は新編の軽師団向けに、偵察用高速戦車（Schnellkampfwagen）、秘匿名称La.S. 138（農業用トラクター138型）の開発をダイムラー・ベンツ社に命じた。これは従来騎兵部隊が担ってきた強行偵察・追撃の任にあたるための快速の軽戦車で、標準型のII号戦車の40 km/hの最高速度では不足と考えられたためである。
この新型軽戦車は、砲塔とエンジンは標準型II号戦車と共通だったが、車体は新設計で、そのレイアウトは、同じくダイムラー･ベンツが開発したIII号戦車に似ていた。足回りは大型の複列式転輪が片側4つで上部転輪はなく、ドイツ戦車としては初めてトーションバー・サスペンションとマイバッハ VG102128 プリセレクト式変速機を採用、F&S PF220K 乾式多板クラッチと組み合わせていた。車体前面装甲は同時期の標準型II号戦車より厚く、30 mmとなっていた。そのため車重も10 tと若干重かったが、高速走行に適した駆動系・足回りで、最高速度は55 km/hに達した。
生産はMAN社で行われ、1938年5月から1939年8月にかけ、全43輌が作られた。その後、この戦車には（標準型とは別設計であるにもかかわらず）、II号戦車D、E型（特殊車両番号121）（Panzerkampfwagen II Ausf. D, E (Sd.Kfz.121)）の制式名称が与えられた。D型は一般的なシングルピン型乾式履帯を履いていたが、後期に生産されたE型はドイツのハーフトラック系列に似た形状の湿式履帯で（ただし試作車両を除き接地面にゴムパッドは付かない）、これに伴い起動輪、誘導輪の（資料により転輪も）形状が変化していた。D、E型は生産数も残された資料も少ないが、特に湿式履帯を持つE型の写真等は少ない。その後、火炎放射戦車、自走砲用に車台が追加生産されたが、これらはほぼD型仕様の足回りを持っていた。
高速の偵察用車両として開発されたD、E型だったが、確かに路上最高速度は標準型を上回ったものの、不整地走行性能が期待を裏切り、少数のみで生産は打ち切られた。生産車は一個大隊を充足する数で、計画通り軽師団に配属されて1939年のポーランド戦に投入されたが、1940年には部隊から引き上げられ、火炎放射戦車に改装された。

## II号偵察戦車L型（ルクス)
1939年9月15日、ドイツ陸軍兵器局は、30 mmの前部装甲（これは当時の主力中戦車であるIII号戦車E型やIV号戦車D型と同じ厚さである）、2 cmまたは3.7 cm主砲、最高速度50 km/hを備えた、高速・重装甲の偵察戦車の新しい仕様を発表した。これは元はドイツのMAN社に送られたが、1940年7月31日にシュコダ社とBMM（元ČKD）社にも送られ、三社の競作となった。MAN社の物が「II号偵察戦車L型」として採用され、シュコダ社の物が「シュコダ T-15、あるいは、II号偵察戦車シュコダ型」、BMM（元ČKD）社の物が「新型38(t)戦車」である。

## バリエーション

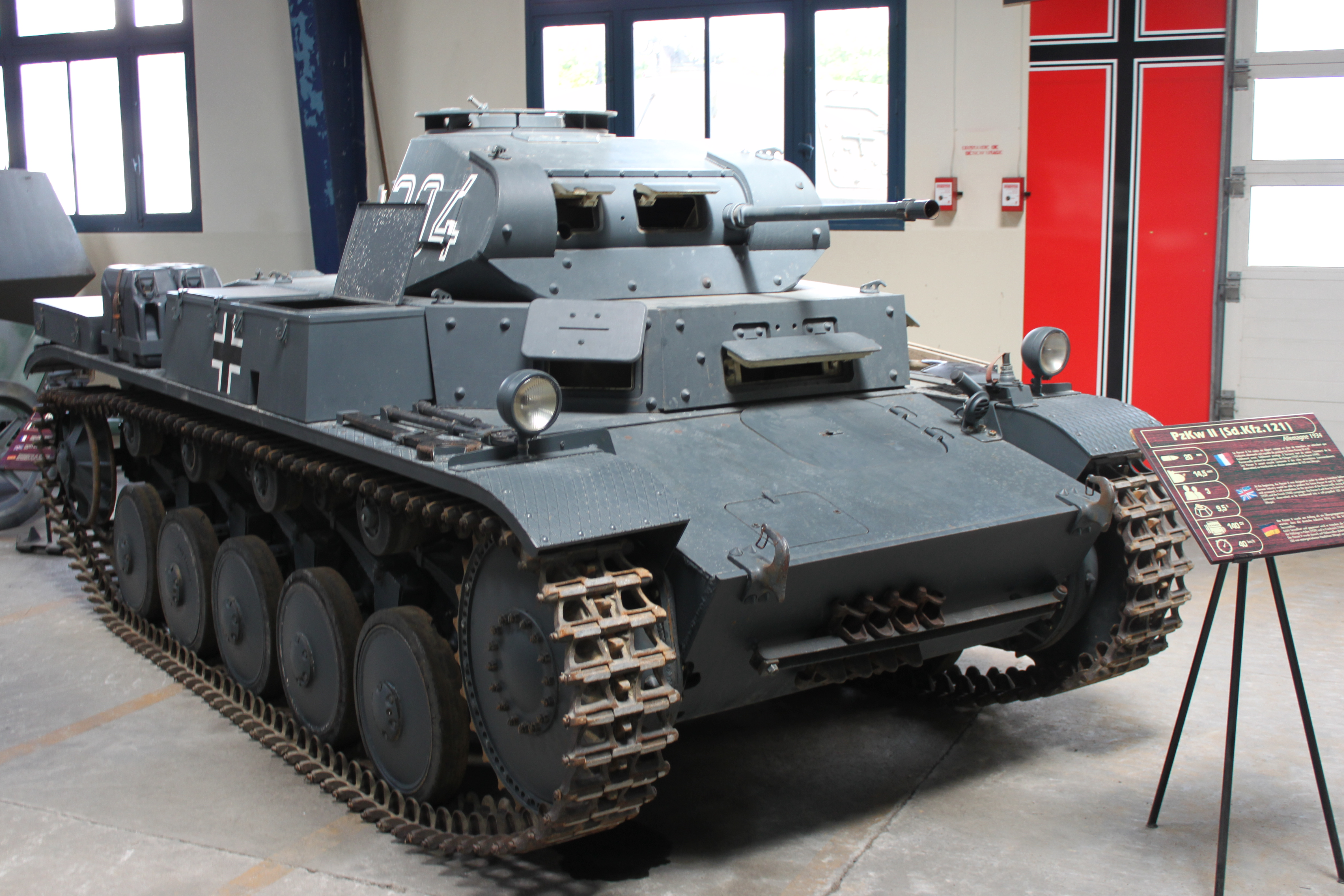
ソミュール戦車博物館のC型

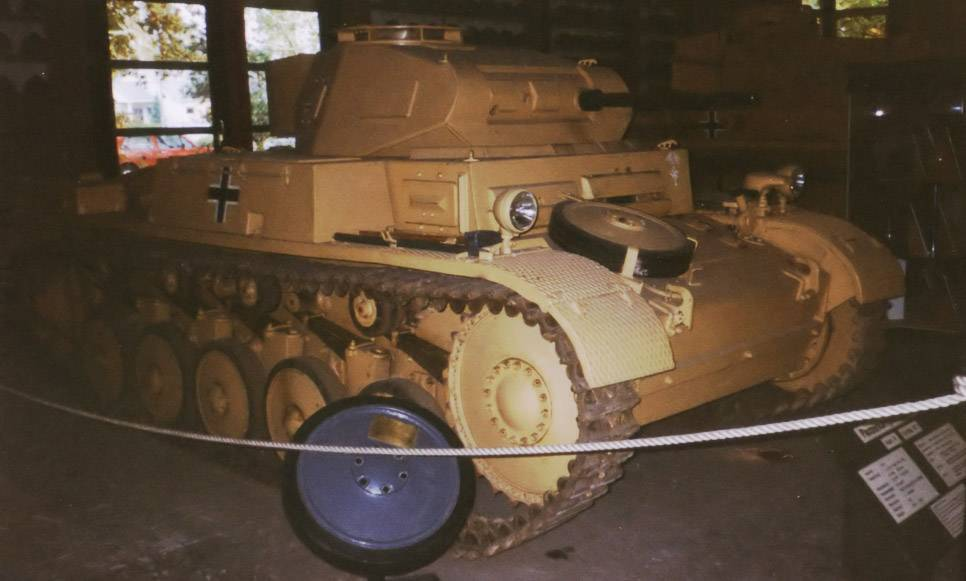
ムンスター戦車博物館のF型。車体前面左側のバイザーは操縦手用だが、右はダミー

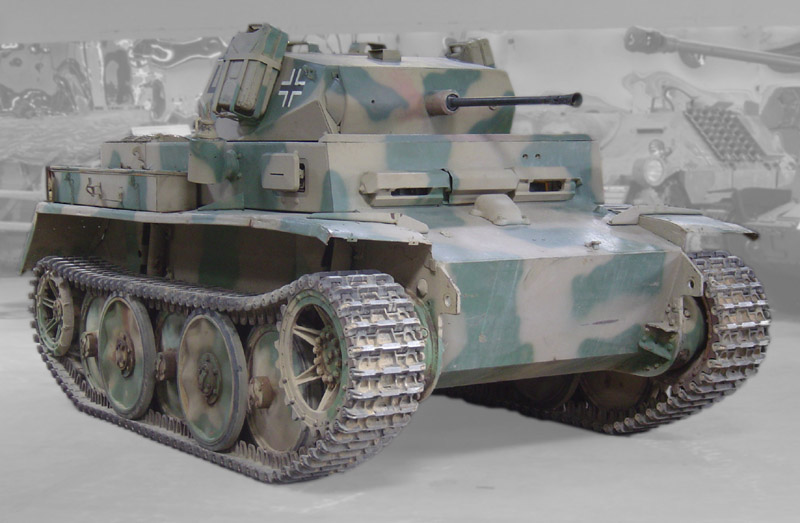
ソミュール戦車博物館のルクス。車体前面左右のバイザーは本物だが、中央はダミー

II号戦車a型、b型、c型
Panzerkampfwagen II (2 cm) Ausf. a, b, c, (Sd.Kfz.121), La.S. 100
試作型および増加試作型。初期の実戦にも参加している。基本装甲厚は13 mm。
a型には、a/1、a/2、a/3のサブタイプがある。a/1型は標準型。a/2型は、a/1型の改良型で、戦闘室と機関室の間の隔壁をボルトで取り外しができるようにして、戦闘室から機関室へのアクセスを可能にした。a/3型は、a/2型の改良型で、前期型と後期型がある。前期型では燃料ポンプや点検ハッチの追加が行われ、後期型ではラジエーターの追加とサスペンションの強化が行われた。
b型は装甲厚を14.5 mmに増厚。装甲の鋼からニッケルを取り除いた。溶接部が強化された。車体が延長された。車台前部（フロントハル）を再設計した。
c型から各転綸独立型のリーフスプリング式サスペンションとなった。
初期型のII号戦車の砲塔右側のMG34は、75発入りサドルドラムマガジン（ドッペル・トロンメル）にて給弾された。大戦中期以降の型は、おそらく150発入り布製弾薬袋（グルトザック）を用いたと考えられる。
II号戦車A型
Panzerkampfwagen II (2 cm) Ausf. A, (Sd.Kfz.121), La.S. 100
c型をもとにした最初の量産型で、基本装甲厚が14.5 mmになった。1940年5月以降に車体に15～20 mm厚の増加装甲を溶接、砲塔前面に20 mm厚の増加装甲がボルト留めされ、10月からキューポラの増設が行われた。
II号戦車B型、C型

Panzerkampfwagen II (2 cm) Ausf. B, C, (Sd.Kfz.121), La.S. 100
A型とは生産時期と細部が若干異なるだけの型。後にA型同様に装甲の強化とキューポラの増設が行われた。
II号戦車D型、E型
Panzerkampfwagen II (2 cm) Ausf. D, E, (Sd.Kfz.121), La.S. 138
II号戦車初の高速偵察型。速度に特化した騎兵部隊向け。失敗作のため、D/E型合わせて43輌しか生産されていない。ダイムラーベンツ社が農業用トラクター138型の秘匿名称で開発したものだが、生産はそれ以前の型同様にMAN社が1938年から行っている。砲塔は同じだが車体はa〜C型とは別設計で、足回りも大型転輪とトーションバー式サスペンションに変更された。1939年に生産されたE型では、ハーフトラックのような湿式履帯に変更されている。ポーランド戦に実戦参加したが、従来型より路外機動性が低下していたといわれ、1940年5月までには部隊編成から外されている。後に火焔放射戦車に改造され、さらに対戦車自走砲マルダーII（7.62 cm Pak 36(r)搭載型）に改造された。
II号戦車F型

Panzerkampfwagen II (2 cm) Ausf. F, (Sd.Kfz.121), La.S. 100
A～C型系を装甲強化し、生産性の向上を図った型。標準型II号戦車としては最終生産型。1941年3月から1942年12月にかけて524輌が生産された。これ以降、車台を使用してマルダーIIの生産に切り替えられた。

II号戦車G型
Panzerkampfwagen II neue Art、II nA、II n.A.、パンツァーカンプ（フ）ヴァーゲン ツヴァイ ノイアー アーチ、新型II号戦車
Panzerkampfwagen II Ausf. G, VK.9.01
高速偵察型で、速力向上に主眼を置いた発展型。150 hp/3,800 rpmのマイバッハ HL45P 液冷直列6気筒ガソリンエンジンを搭載し、路上最高速度65 km/h。主砲が新型の2 cm KwK 38に変更。これ以降の型は、インターリーブ（挟み込み式・千鳥足式とも）転輪とトーションバー・サスペンションという、ティーガーやパンターに似た足回りを持つ。これは、同時期に開発されていた、クラウス・マッファイ社のVK.6.01（後のI号戦車C型）と同様である。量産計画は中止され、結局12輌のみ作られたが、部隊配備された記録はない。本車用に作られた砲塔で余った物は、要塞陣地のトーチカに転用された。G型の派生型として、VK9.01車台にオープン・トップの砲塔と60口径5 ㎝ PaK 38を搭載した対戦車自走砲「5 cm PaK 38 auf Fgst Panzer II (Sf) VK9.01」、または、「Pz.Sfl.Ic、I号c型5 cm対戦車自走砲」（Pz.Sfl.＝パンツァーゼルプストファールラフェッテ＝装甲自走砲架≒自走砲）が2輌試作され、第559戦車駆逐大隊第3中隊に実戦配備された。
II号戦車H型
Panzerkampfwagen II Ausf. H, VK.9.03
高速偵察型で、G型の改良発展型。180 hp/3,200 rpmのマイバッハ HL66P 液冷直列6気筒ガソリンエンジンと、新型38(t)戦車（後にルクスとの競作に破れる）に採用されたトランスミッションを搭載した。1942年1月に最初の試作車が完成。1942年8月から量産の計画もあったが、VK.13.03の開発が進行したため、それに置き換えられ、結局生産型は1輌も生産されず、試作どまり。
1941年9月11日、「ゲレート8202」（口径漸減砲「2.8 cm KwK 42」）を、VK.9.03に搭載することが決定された。この砲は、タングステン弾芯の「2.8 cm Pz.Gr.41弾薬」を使用し、小口径だが近距離では装甲貫徹力が高く、射距離100 mで30度傾斜した60 mm厚の均質圧延装甲板を貫徹でき、ガス圧による自動装填式なので、発射速度は15～20発/分を達成できた。
1942年9月末には、H型の車体を使用して、1303b砲塔を搭載した試験車両が製作された。この砲塔は、L型の生産型第101号車から導入されるはずだった、60口径5 cm戦車砲 KwK 39/1 搭載型砲塔を流用したもので、砲塔上面はオープン・トップ（開放式天蓋）で、キャンバス・カバーがかけられていた。この砲塔はH型のものより大型だったため、これに合わせてH型の上部構造の幅も拡げられていた。この砲塔に60口径 5 cm PaK 38 対戦車砲（III号戦車 J/L/M型と同等）を搭載した試作車が2輌製造された。
II号戦車J型
Panzerkampfwagen II neue Art verstärkt、パンツァーカンプ（フ）ヴァーゲン ツヴァイ ノイア アーチ チェシュタールクト、新型II号戦車強化型
Panzerkampfwagen II Ausf. J, VK.16.01
I号戦車F型同様の重装甲歩兵支援型（後に重装甲偵察型に変更）で、前面装甲厚80 mm、重量17.4 t（メトリックトン）、路上最高速度31 km/h。主武装は2 cm KwK 38 L/55で、副武装は7.92 mm MG 34。1939年12月に開発が始まり、1942年末までに30輌が作られ、1943年に第12戦車師団に配備され、東部戦線で実戦参加した。
II号偵察戦車シュコダ型（シュコダ T-15）
Panzerspähwagen II Ausführung Škoda、パンツァーシュペーヴァーゲン ツヴァイ アウスフュールンク シュコダ
シュコダ社の試作軽戦車。5輌の試作車製造契約を結んだが、L型が生産されたので、試作車4輌製造のみで1944年初頭に開発中止。1945年1月に作業を再開し、1945年5月に5輌目を製造。主砲塔にA-19 37 mm戦車砲1門とMG34 7.92 mm機関銃1挺装備。最大装甲厚30 mm。戦闘重量10.8 t。220馬力 8気筒ガソリンエンジン搭載。路上最高速度50 km/h。足回り（片側）は、前から、前方誘導輪-大型転輪2個-上部支持輪3個-大型転輪2個-後方起動輪、の後輪駆動方式。半楕円型リーフスプリング・サスペンション方式。乗員4名（車長・砲手・無線手・操縦手）。
II号偵察戦車L型

Panzerspähwagen II Ausf. L, (Sd.Kfz.123), VK.13.03、パンツァーシュペーヴァーゲン ツヴァイ アウスフュールンク エル
パンツァーシュペーヴァーゲンは、直訳すれば「装甲偵察車両」、意訳すれば「偵察戦車」。通称 ルクス (Luchs, 山猫)。1943年9月～1944年1月に100両が限定生産された。従来のII号戦車とは設計段階から別物であり、武装は20 mm砲一門のみ、最大装甲厚30 mmと薄い代わりに、180馬力の大出力エンジンを搭載し、路上最高速度60 km/hを誇った。足回りはオーバーラップ大型転輪とトーションバー・サスペンション。
5 cm L/60砲搭載型の通称「レオパルト」の生産も予定されていたが、中止され、パーツは8輪大型装甲車 Sd Kfz 234 プーマに流用された。

II号戦車M型
Panzerkampfwagen II Ausf. M, VK.13.01
武装と速力向上に主眼を置いた発展型。H型と同時に開発され、5 cm L/60砲を搭載し、同じ車体に2 cm砲を搭載したものはL型の原型となったが、4輌のみの試作で終わった。

## 派生型

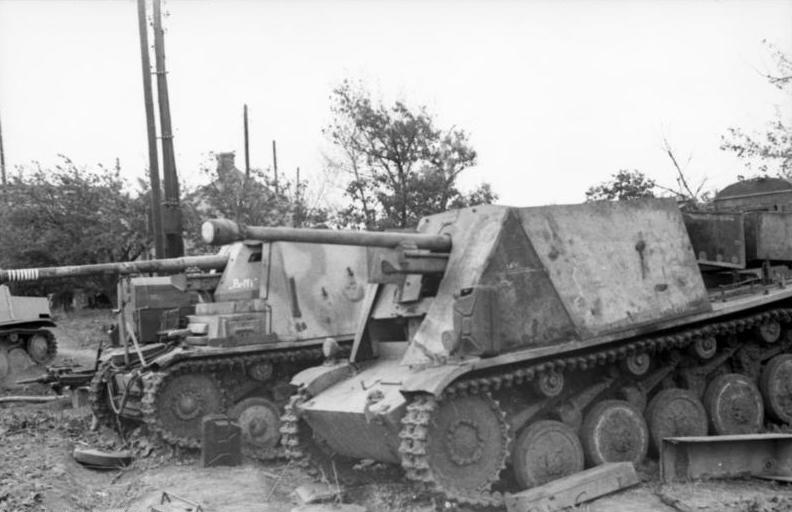
II号5 cm対戦車自走砲。写真は第559戦車駆逐大隊のもの。画像右はF型車台。画像左は、旧型のC型車台。第3中隊には、G型のVK9.01車台に60口径5 cm Pak38を搭載した、試作対戦車自走砲2輌が配備されていた。

II号水陸両用戦車
イギリス本土上陸作戦のために、既存のII号戦車を浮航方式の水陸両用戦車に改造した。II号戦車の車体後部のエンジン周辺を防水カバーで覆い、車体の側面に2個、舟形のフロートを装着したものであった。推進は履帯の回転により行い、水上での移動速度は10 km/h程度であった。
イギリス本土上陸作戦は延期されて使用されなかったが、II号水陸両用戦車とIII号潜水戦車は一部改造の上で第18戦車大隊へと配属された。そして1941年6月のバルバロッサ作戦に投入され、ブク川渡河作戦で使用された。
II号火炎放射戦車
Panzerkampfwagen II Flamm, (Sd.Kfz.122)
通称 フラミンゴ (Flamingo)。D型およびE型の車台を利用した火炎放射戦車。
II号自走重歩兵砲
15 cm sIG33 auf Fahrgestell Panzerkampfwagen II(Sf)
II号戦車の車体を延長し、15 cm歩兵砲 sIG33を搭載したもの。
II号5 cm対戦車自走砲

5 cm Pak 38 L/60 auf Fgst.Pz.Kpfw.II (Sf)
砲塔を撤去したII号戦車C/F/VK9.01型の車台に、60口径 5 cm対戦車砲 PaK 38を搭載した、対戦車自走砲。
諸元（F型車台）
寸法: 6.36 x 2.28 x 2.2 メートル
総重量: 11 トン
乗員: 3 名
エンジン: マイバッハ HL 62 TR 140 hp at 3000 rpm
速度: 40 km/h, 20 km/h (路外)
主武装: 5 cm PaK 38 L/60
弾薬: 62 発
垂直角:-8°から+10°
水平角度:右25°、左32° 装甲
上部構造 4-10 mm、車体 10-35 mm
II号7.62 cm対戦車自走砲
Panzer Selbstfahrlafette 1 für 7,62 cm PaK 36(r) auf Fahrgestell, (Sd.Kfz.132)
II号火焔放射戦車の車台に、ソ連軍から大量に鹵獲したF-22野砲を改造した7.62 cm対戦車砲 PaK 36(r)を搭載した、対戦車自走砲。
II号7.5 cm対戦車自走砲
7,5 cm PaK 40/2 auf Fahrgestell Panzerkampfwagen II (Sf), (Sd.Kfz.131)
通称 マルダーII(Marder II)。砲塔を撤去したII号戦車c、A、B、C、F型の車台に、7.5 cm対戦車砲 Pak 40/2を搭載した、対戦車自走砲。
ヴェスペ
Wespe, (Sd.Kfz.124)
II号戦車を元にした自走砲用車台に10.5 cm榴弾砲 leFH18Mを搭載した型で1943年2月に生産が開始された。有効な戦果をあげたため、全てのII号戦車のシャーシが割り当てられ、1944年夏頃まで生産された。
II号7.5 cm対戦車自走砲（PaK 42 L/70）
VK 1602 レオパルト
Leopard, VK16.02
II号戦車系列偵察戦車の最終発展型。試作車が完成前に計画は中止され、砲塔のみ Sd.Kfz.234/2 に流用された。
7,5 cm PaK 42 L/70 mit Kugelblende auf VK9.03
II号戦車H型（VK9.03）のシャーシに固定戦闘室を設け、パンターの主砲と同等の7.5 cm PaK 42 L/70を搭載する、対戦車自走砲。ペーパープランのみ。「Kugelblende」はボールマウントのこと。